# Димитрије М. Леко
Димитрије М. Леко (Београд, 20. мај 1887 — Београд, 23. октобар 1964) био је српски архитекта, професор и декан Архитектонског факултета Универзитета у Београду.

## Биографија
Рођен је од оца Марка, професора хемије и ректора Велике школе, и Данице рођене Антула. Основну школу, затим и Трећу београдску гимназију је завршио у Београду 1905. године. После тога је студирао архитектуру у Београду и Карлсруеу где је дипломирао 1912. године. Учествовао је у Другом балканском рату и у Првом светском рату. Запослио се 1913. у Министарству грађевина где је радио до 1933. године као пројектант јавних грађевина. Изабран је 1933. године у звање ванредног професора на Архитектонском одсеку тадашњег Техничког факултета Универзитета у Београду на предмету Јавне грађевине. Други светски рат је провео у немачком заробљеништву. У звање редовног професора унапређен је 1946. године. Декан Архитектонског факултета био је од 1954. до 1956. године. У пензију је отишао 1957. године.
Његово најзначајније архитектонско дело је зграда у којој је било смештено Министарство социјалне политике и народног здравља у Београду, грађена 1932-1933. Његово дело је Дом Савеза набављачких задруга државних службеника у Београду (1928-1929). Објављивао је и теоријске радове из области архитектуре.